# Carnaubawas
Carnaubawas is een geelbruine was uit de bladeren van de carnaubapalm (Copernicia prunifera), die van nature voorkomt in het noordoosten van Brazilië. De was staat bekend als de koningin van de wassen. De was wordt uit de bladeren verkregen door ze stuk te slaan, de was te raffineren en vervolgens te bleken. Carnaubawas is voor de mens en dieren onverteerbaar en wordt onveranderd weer uitgescheiden.

## Samenstelling
Carnaubawas bestaat hoofdzakelijk uit esters van vetzuren (80-85%), alifatische alcoholen (10-15%), zuren (3-6%) en koolwaterstoffen (1-3%). Specifiek voor carnaubawas is het gehalte van veresterde diolen (ongeveer 20%), gehydroxyleerde vetzuren (ongeveer 6%) en kaneelzuur (ongeveer 10%). Kaneelzuur is een antioxidant en kan gehydroxyleerd of gemethoxyleerd voorkomen.

## Gebruik
Carnaubawas heeft een glanzend uiterlijk en wordt gebruikt in autowas, schoensmeer, ledercreme, drop en winegums, in ander voedsel zoals muisjes, gitaarpoets en vloer- en meubelwas vooral gemengd met bijenwas. Verder wordt het gebruikt als coating van tandzijde en gemengd met kokosolie voor surfboards. In de industrie wordt carnaubawas gebruikt voor het lossend maken van mallen waar bijvoorbeeld polyester onderdelen in worden gemaakt. Zo krijgt de polyester geen kans om zich aan de (houten of kunststof) mal te hechten.
Carnaubawas is een belangrijk ingrediënt in cosmetica, zoals lippenstift, eyeliners, mascara, oogschaduw, foundations, blushers, crèmes en dergelijke. Door het hoge smeltpunt was het jarenlang een noodzakelijk ingrediënt in lippenstift.
In voedingsmiddelen wordt het gebruikt in: glijmiddelen, op gebakken voedingsmiddelen als glanslaag, kauwgom, snoepgoed, consumptie-ijs, vers fruit en sappen, jus, sauzen, verwerkt fruit en sappen, zachte snoep en tic tacs.
Het wordt ook gebruikt in de farmaceutische industrie voor het coaten van tabletten.
In 1890 heeft Charles Tainter patent verkregen op het toepassen van carnaubawas op wasrollen als vervanger van een mengsel van paraffine en bijenwas.

## Technische eigenschappen
- INCI-naam is Copernicia cerifera
- Het is een van de hardste natuurlijke wassen.
- Het is praktisch onoplosbaar in water of in ethanol; het is onder verhitting oplosbaar in ethylacetaat en xyleen